# Frej's Sang
Frej's Sang er en dansk eksperimentalfilm fra 1989 instrueret af Ronan Vandrer.

## Handling
En mand synger en hyldest til sin kvinde. Er hun som Ilden, - som Vandet, - som Luften eller Jorden, - så begærer han hende, - som mænd alle dage har begæret kvinden.